# Juan Jiménez Tortosa
Juan Jiménez Tortosa, né le 8 mars 1958 à Urrácal, est un homme politique espagnol membre du Parti socialiste ouvrier espagnol (PSOE).
Il est élu député de la circonscription d'Almería lors des élections générales de décembre 2015.

## Biographie

### Vie privée
Il nait le 8 mars 1958 à Urrácal dans une famille d'ouvriers. Il a une sœur. Il est marié avec Antonia Sánchez et père de deux filles et un fils.

### Formation et profession
Il réalise ses études secondaires dans la ville almérienne de Huércal-Overa. Il obtient un diplôme de professeur d'enseignement général basique (EGB) à l'université d'Almería en 1979 puis étudie la psychologie à l'université de Grenade où il obtient une licence en 1983. Il a principalement enseigné à Almería et à Roquetas de Mar. 
Entre 2005 et 2006, il suit une formation en haute direction d'institutions sociales à l'Institut international de San Telmo basé à Málaga.

### Vie politique
Il adhère au PSOE dans les années 1980 et intègre en 1986 le groupe de militants chargés de l'Éducation de la fédération socialiste de la province d'Almería. En 2002, il est élu secrétaire général de la section municipale socialiste de Benahadux.
Il se présente lors des élections municipales de mai 2003 dans la ville. La liste arrive deuxième avec 738 voix et cinq conseillers derrière celle du Parti populaire du maire sortant qui remporte 870 voix et le même nombre de conseillers. Il bénéficie néanmoins du soutien de l'unique conseiller municipal d'Izquierda Unida pour être élu maire de la commune. Il se représente lors des élections de mai 2007 et conserve la mairie après la réédition de son accord avec IU. De nouveau candidat en mai 2011, il est réélu et obtient la majorité absolue au conseil municipal au détriment d'IU qui perd son seul représentant. Il conserve son mandat après les élections de 2015. Entre juillet 2015 et mars 2016, il occupe un siège à la députation provinciale d'Almería.
En septembre 2015, il est investi en deuxième position derrière Sonia Ferrer Tesoro sur la liste socialiste dans la circonscription d'Almería en vue des élections générales de décembre 2015. La liste ayant remporté 89 434 voix et deux des six mandats en jeu, il est élu député au Congrès des députés où il siège comme porte-parole adjoint à la commission de l'Éducation et des Sports et premier secrétaire de la commission pour les politiques d'intégration du handicap.
Il est réélu lors du scrutin anticipé de juin 2016 et conserve ses fonctions de porte-parole à la commission de l'Éducation et des Sports dont il devient, en outre, premier secrétaire. En juillet 2016, il annonce sa démission de la mairie de Benahadux pour « continuer à travailler pour la province d'Almería et les almériens » depuis le Congrès. Son poste revient alors à María del Carmen Soriano Martínez, conseillère chargée de la Jeunesse, de l'Environnement et du Logement.